# Silence (canción de Marshmello)
«Silence» es una canción del productor musical estadounidense y DJ Marshmello, con la voz del cantante y compositor estadounidense Khalid. Escrito y producido por Marshmello, con escritura adicional de Khalid, fue lanzada por RCA Records el 11 de agosto de 2017.

## Fondo
El 1 de agosto de 2017, Marshmello realizó una presentación sorpresa en un concierto de Khalid, insinuando una futura colaboración. El 7 de agosto de 2017, Marshmello probó el lanzamiento del sencillo con una foto de él y Khalid, subtitulando el título y la fecha de lanzamiento del sencillo.

## Créditos y personal
Créditos adaptados de Tidal.
- Christopher Comstock - composición de canciones, producción
- Khalid - composición de canciones, vocales.
- Chris Galland - ingeniería de mezcla
- Manny Marroquín - ingeniería de mezcla
- Denis Kosiak - ingeniería
- Jeff Jackson - asistente de ingeniería
- Robin Florent - asistente de ingeniería

## Posicionamiento en listas
| Lista (2017–18)                             | Mejor posición |
| ------------------------------------------- | -------------- |
| Australia (ARIA)                            | 5              |
| Australia Dance (ARIA)                      | 1              |
| Austria (Ö3 Austria Top 40)                 | 8              |
| Bélgica (Flandes) (Ultratop 50)             | 5              |
| Bélgica (Valonia) (Ultratop 50)             | 26             |
| Canadá (Canadian Hot 100)                   | 7              |
| Canadá (Canada Rock)                        | 50             |
| República Checa (Rádio Top 100)             | 89             |
| República Checa (Singles Digitál Top 100)   | 14             |
| Dinamarca (Tracklisten)                     | 7              |
| Finlandia (OFC)                             | 20             |
| Francia (SNEP)                              | 129            |
| Alemania (Media Control AG)                 | 6              |
| Hungría (Rádiós Top 40)                     | 23             |
| Hungría (Single Top 40)                     | 30             |
| Hungría (Stream Top 40)                     | 8              |
| Irlanda (IRMA)                              | 4              |
| Italia (FIMI)                               | 45             |
| Líbano (Lebanese Top 20)                    | 8              |
| Letonia (Latvijas Top 40)                   | 28             |
| Malasia (RIM)                               | 10             |
| Países Bajos (Dutch Top 40)                 | 15             |
| Países Bajos (Mega Single Top 100)          | 11             |
| Nueva Zelanda (Recorded Music NZ)           | 3              |
| Noruega (VG-lista)                          | 2              |
| Filipinas (Philippine Hot 100)              | 18             |
| Polonia (Polish Airplay Top 100)            | 29             |
| Portugal (AFP)                              | 6              |
| Escocia (Scottish Singles Sales Chart)      | 3              |
| Eslovaquia (Singles Digitál Top 100)        | 11             |
| España (PROMUSICAE)                         | 44             |
| Suecia (Sverigetopplistan)                  | 5              |
| Suiza (Schweizer Hitparade)                 | 20             |
| Reino Unido (UK Singles Chart)              | 3              |
| Reino Unido (UK Dance Chart)                | 1              |
| Estados Unidos (Billboard Hot 100)          | 30             |
| Estados Unidos (Hot Dance Club Songs)       | 1              |
| Estados Unidos (Hot Dance/Electronic Songs) | 1              |
| Estados Unidos (Mainstream Top 40)          | 31             |
| Estados Unidos (Rhythmic)                   | 26             |

| Lista (2017)                              | Posición |
| ----------------------------------------- | -------- |
| Australia (ARIA)                          | 50       |
| Austria (Ö3 Austria Top 40)               | 54       |
| Belgium (Ultratop Flanders)               | 79       |
| Canada (Canadian Hot 100)                 | 68       |
| Denmark (Tracklisten)                     | 55       |
| Germany (Official German Charts)          | 45       |
| Hungary (Stream Top 40)                   | 28       |
| Netherlands (Single Top 100)              | 72       |
| New Zealand (Recorded Music NZ)           | 49       |
| Sweden (Sverigetopplistan)                | 35       |
| UK Singles (Official Charts Company)      | 57       |
| US Hot Dance/Electronic Songs (Billboard) | 16       |
| US Streaming Songs (Billboard)            | 75       |

| Lista (2018)                              | Posición |
| ----------------------------------------- | -------- |
| Australia (ARIA)                          | 30       |
| Austria (Ö3 Austria Top 40)               | 49       |
| Belgium (Ultratop Flanders)               | 34       |
| Canada (Canadian Hot 100)                 | 28       |
| Denmark (Tracklisten)                     | 54       |
| Estonia (IFPI)                            | 45       |
| Germany (Official German Charts)          | 75       |
| New Zealand (Recorded Music NZ)           | 35       |
| Sweden (Sverigetopplistan)                | 67       |
| Switzerland (Schweizer Hitparade)         | 91       |
| UK Singles (Official Charts Company)      | 69       |
| US Hot Dance/Electronic Songs (Billboard) | 5        |

## Certificaciones
| Región | Certificación | Ventas certificadas |
| --- | ------------- | ------------------- |
| Australia (ARIA) | 6× Platino    | 420,000^            |
| Austria (IFPI Austria) | Platino       | 30,000*             |
| Bélgica (BEA) | 2× Platino    | 60,000*             |
| Canadá (Music Canada) | 3× Platino    | 240,000^            |
| Dinamarca (IFPI Dinamarca) | Platino       | 90,000^             |
| Francia (SNEP) | Oro           | 75,000*             |
| Alemania (BVMI) | Platino       | 400,000^            |
| Italia (FIMI) | Platino       | 50,000              |
| Nueva Zelanda (RMNZ) | 2× Platino    | 60,000*             |
| Polonia (ZPAV) | Platino       | 20,000*             |
| Portugal (AFP) | Platino       | 10,000              |
| España (PROMUSICAE) | Oro           | 20,000^             |
| Suecia (GLF) | 4× Platino    | 160,000^            |
| Suiza (IFPI Suiza) | 2× Platino    | 60,000^             |
| Reino Unido (BPI) | Platino       | 600,000             |
| Estados Unidos (RIAA) | Platino       | 1,000,000           |
| *sales figures based on certification alone^shipments figures based on certification alonesales+streaming figures based on certification alone |               |                     |